# Collin Croome

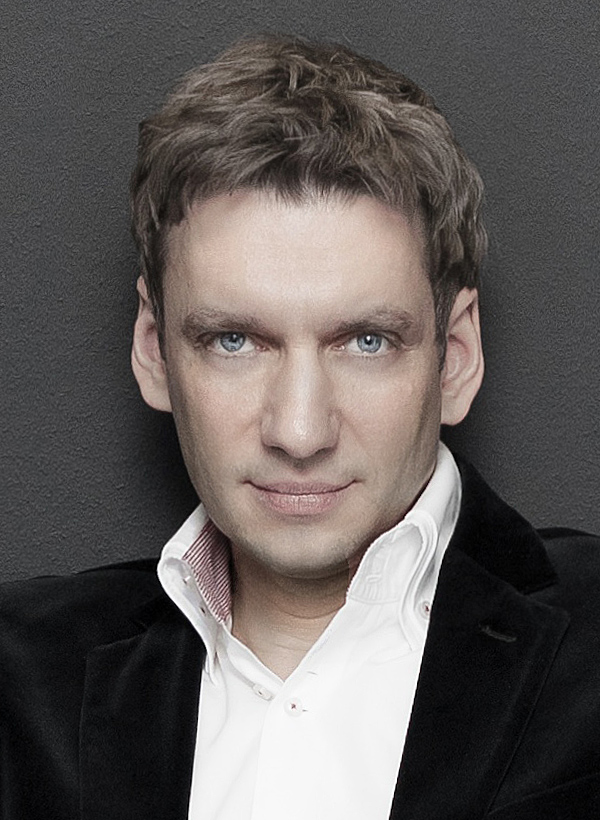
Collin Croome

Collin Croome (* 23. Oktober 1971 in Oldenburg) ist ein deutscher Multimedia-Unternehmer, Autor, Referent und Dozent im Bereich Metaverse und Digital Marketing.

## Werdegang
Collin Croome wuchs in Bremen auf und zog 1987 nach München. Hier kam er 1988 im Rahmen eines Praktikums in einer Münchner Werbeagentur das erste Mal mit digitalen Medien in Berührung. Nach seinem Schulabschluss Anfang 1991 arbeitete er für Apple Computer als selbständiger Marketing Consultant, Technology Evangelist, Trainer sowie Redner auf Konferenzen und Messen. 1992 konzipierte er für Apple Computer Deutschland, zusammen mit  Dieter Nenner, ein Multimedia-Seminar, in dem die theoretischen Grundlagen von Multimedia sowie Software-Anwendungen vermittelt wurden.
Von 1991 bis 1996 war er freier Mitarbeiter und Berater der Multimedia-Agentur Medialab und entwickelte interaktive Anwendungen auf CD-ROMs und programmierte u. a. die HTML-Internet-Website von Apple Live.
Im Jahr 1997 gründete Croome zusammen mit zwei Partnern die Agentur »coma2 e-branding – Agentur für digitale Markenführung« in München. Von 2004 führt er die Agentur als alleiniger Inhaber und Geschäftsführer. Die Agentur berät Mode- & Lifestyle-Unternehmen im Bereich strategischer Markenführung und Brand Management im Internet.
Croome wurde mehrfach zu den Themen Metaverse, Social Network Marketing und Facebook interviewt z. B. von ProSieben und Sat.1.

## Veröffentlichungen
- 2023 »Praxisbuch Metaverse« Autor, GABAL Verlag[8] ISBN  978-3-96739-141-1
- 2022 »30 Minuten Metaverse« Autor, GABAL Verlag[9] ISBN  978-3-96739-127-5
- 2012 »Die besten Ideen für erfolgreiches Verkaufen – Erfolgreiche Speaker verraten ihre besten Konzepte und geben Impulse.« Co-Autor, GABAL Verlag[10] ISBN 978-3-86200-747-9
- 2011 »Facebook Marketing – Strategien zu noch mehr Erfolg im Web 2.0« - Noch Erfolgreicher!, Aufsteiger Verlag, Lenzburg[11]
- 2010 »Wie Sie Facebook für Ihr Marketing wirkungsvoll einsetzen«, Aufsteiger Verlag, Lenzburg[12] ISBN 978-3-905357-94-3
- 1998 »Wie Multimedia das Marketing revolutioniert«, Apple Computer, München (Internes White Paper)
- 1993 »Apple Multimedia Sales Guides«, Apple Computer, München (Internes White Paper)[13]

### CD/DVDs
- 2012 »Das grosse Alex Rusch Web-Marketing Erfolgspaket«, Aufsteiger Verlag, Lenzburg[14] ISBN 978-3-905739-47-3.
- 2011 »Facebook Marketing«, Aufsteiger Verlag, Lenzburg[15] ISBN 978-3-905739-36-7.
- 2011 »Facebook Marketing für Einsteiger«, Aufsteiger Verlag, Lenzburg[16] ISBN 978-3-905739-28-2.
- 2010 »Gratis-Marketing mit dem richtigen Einsatz von XING, Facebook und Twitter«, Aufsteiger Verlag, Lenzburg[17] ISBN 978-3-905357-94-3.